# Бертхолд II (Тирол)
Бертхолд II фон Тирол (на немски: Berthold II Graf von Tirol; * ок. 1165; † 28 декември 1181) е граф на Тирол в Австрия (1180 – 1181).

## Биография
Той е най-големият син на граф Бертхолд I фон Тирол († 1180) и съпругата му фон Ортенбург, дъщеря на граф Ото I фон Ортенбург-Хиршберг († 1147) и Агнес фон Ауершперг († 1178). Внук е на граф Албрехт II фон Тирол (1055 – 1110/1125) и Вилибирг (Аделхайд) фон Дахау.
Бертхолд II наследява през 1180 г. баща си и управлява графството Тирол заедно с брат си Хайнрих I († 1190).
Умира неженен и бездетен на 28 декември 1181 г. След смъртта му брат му Хайнрих управлява сам.